# Patrologia Latina
Patrologia Latina је била француска едиција историјских извора.

## Едиција
Идејни творац Patrologia Latina био је француски свештеник Жак-Пол Мињ (1800-1875) који је желео да на брз и јефтин начин изда све хришћанске писце на латинском и грчком језику од најстаријих времена до краја средњег века. Његову делатност подржавао је онај део француског становништва који је и после Француске револуције и Наполеонових ратова остао веран цркви. У младости, Мињ се бавио новинарством, те је чак покренуо и један ултрамонтанистички лист. Суочен са Лујем-Филипом и отпором вишег клера, Мињ се зауставио са папом Иноћентијем III. Отпор научне јавности Мињ је изазвао због тога што није поклањао никакву пажњу критици извора. Године 1844. започео је са издавање свог дела. До 1855. године издато је 217 томова. Томови 218-221 садржавали су регистре и излазили су између 1862. и 1865. године. 